# Florian Zubelewicz
Florian Aleksander Zubelewicz (ur. 1801, zm. 8 maja 1859 w Warszawie) – polski matematyk, nauczyciel.

## Życiorys
Urodził się w 1801 i ukończył gimnazjum w Świsłoczy. W 1822 ukończył Królewski Uniwersytet Warszawski otrzymując stopień magistra filozofii i zostaje mianowany nauczycielem w lubelskiej szkole wojewódzkiej.
Od 1826 przygotowuje się na profesora w planowanym Instytucie Politechnicznym, i zostaje wysłany na koszt rządu do Niemiec, Francji i Anglii z zadaniem poznania najnowszych osiągnięć w tych krajach oraz na studiowania ekonomii.
Powraca do kraju w 1831 i z uwagi na zmianę sytuacji spowodowaną wybuchem powstania listopadowego, zostaje nauczycielem. Uczy młodzież w płockim gimnazjum, oraz gimnazjum realnym w Warszawie. Wykłada arytmetykę handlową, buchalterię oraz matematykę.
Był młodszym bratem Adama Zubelewicza.
Zmarł w Warszawie 8 maja 1859 i pochowany został na Starych Powązkach.

## Publikacje
- Przewodnik giełdy czyli opisanie wszelkich czynności giełdy w handlu, papierów publicznych Warszawa 1833,
- Rachunkowość handlowa w ważniejszych jej zastosowaniach Warszawa 1816,
- O papierach publicznych w ogólności ze szczególnym opisem papierów, krajowych, ważniejszych zagranicznych instytucyj które na handel ich wpływają Warszawa 1843,
- Wykład praktyczny nauki o podnoszeniu do potęg i wyciąganiu pierwiastków, o postępach i logarytmach z załączeniem tablicy logarytmowej liczb Warszawa 1848.